# Simeon Nwobi
Simeon Okezuo Nwobi (ur. 25 marca 1960 w Eziama) – nigeryjski duchowny katolicki, biskup pomocniczy Ahiary w latach 2023-2024, biskup Ahiary od 2024.

## Życiorys

### Prezbiterat
Święcenia kapłańskie otrzymał 21 lipca 1990 w zgromadzeniu Misjonarzy Klaretynów. Był m.in. ekonomem Claretian Theology w Enugu (1992–1997), wykładowcą seminarium w tym mieście (2000–2009) oraz prefektem apostolatu przy kurii prowincjalnej (2005–2010). W latach 2010–2022 kierował wschodnionigeryjską prowincją klaretynów.

### Episkopat
14 października 2023 papież Franciszek mianował go biskupem pomocniczym diecezji Ahiary, ze stolicą tytularną Rusguniae. Sakry udzielił mu 19 grudnia 2023 arcybiskup Lucius Iwejuru Ugorji. 3 maja 2024 papież Franciszek mianował go biskupem ordynariuszem diecezji Ahiary